# Canal de Saint-Maur
El canal de Saint-Maur (canal de San Mauro en español) permite a los barcos navegar por el Marne evitando el bucle que describe el río alrededor de Saint-Maur-des-Fossés. En su recorrido de poco más de un kilómetro tiene una esclusa y un túnel de 597 m de largo, que se completó en 1821. Se abrió a la navegación el 10 de octubre de 1825, con el nombre de Canal Marie-Thérèse. Las obras fueron comenzadas por el ingeniero Louis Bruyère y serían concluidas por el también ingeniero Becquey de Beaupré, quien lo sustituyó en 1810. 

## Descripción en la Nueva Historia de París (1841)
Julien de Gaulle menciona en su Nouvelle histoire de Paris:

El pueblo de Saint-Maur-le-Pont, situado en el nacimiento del canal de su nombre y en la margen izquierda del Marne, no es muy importante en sí mismo, pero el canal del que estamos hablando es muy notable. Se emprendió en 1800 con el fin de acortar la navegación por el Marne en tres leguas en un lugar donde se hace difícil; era necesario para eso cortar la elevación alrededor de la que el Marne hace un circuito. El cauce del canal está formado por una sola alineación y se compone de dos partes bien diferenciadas, una subterránea, cuya longitud es de unos seiscientos metros, y otra abierta, cuya longitud es de quinientos metros. La parte subterránea, excavada casi en su totalidad en la roca viva, se cubre con una inmensa bóveda de arco de medio punto, en arenisca; esta ruta subterránea presenta un efecto imponente. El extradós de la bóveda está poblado por cuatro hileras de árboles, que forman un paseo tan pintoresco por su ubicación como por la amplia y variada vista que se disfruta en el extremo inferior de la bóveda.< br/>Este canal fue entregado a la navegación el 10 de octubre de 1825; costó alrededor de 1.760.000 francos

## Trazado

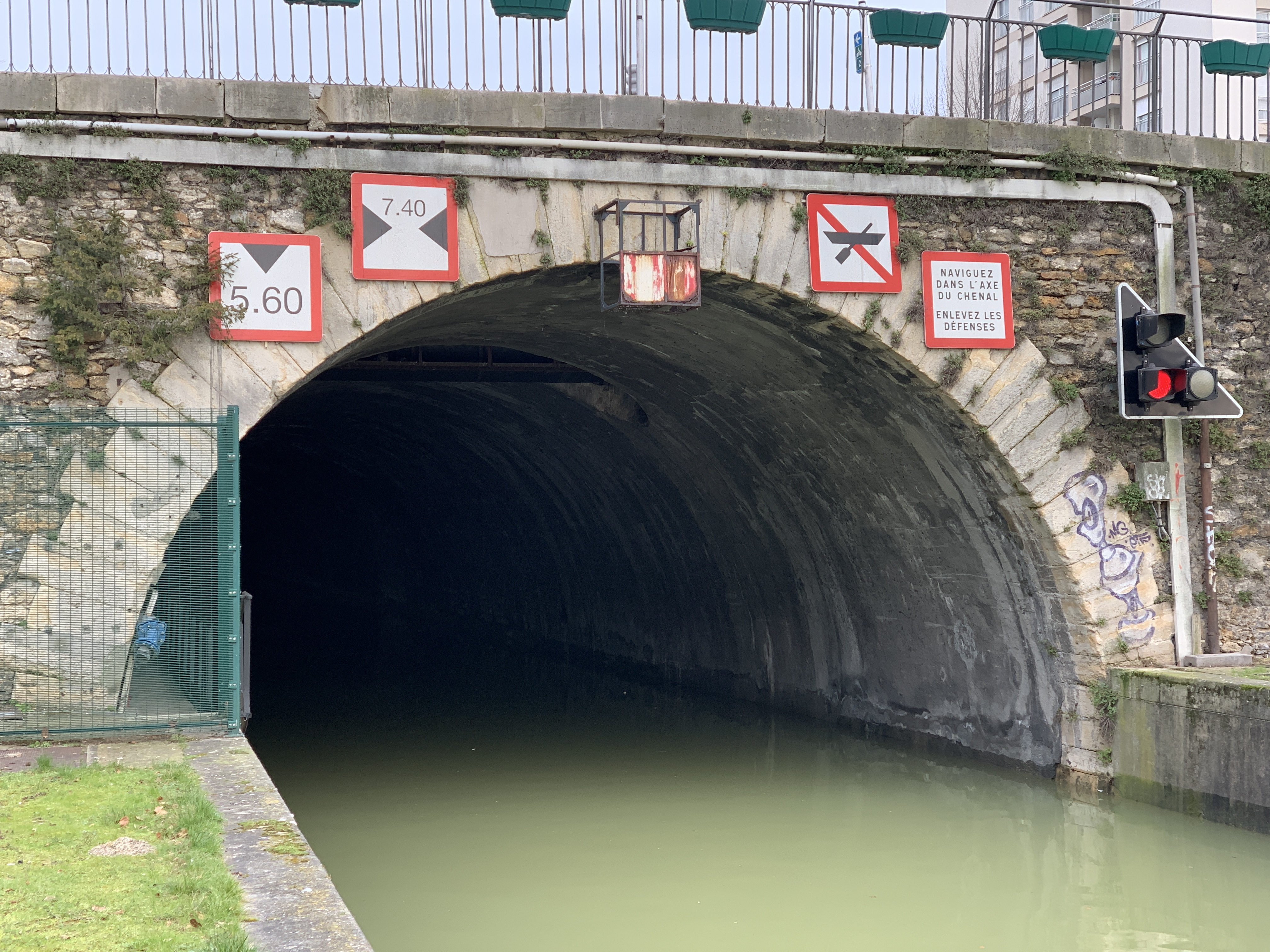
Entrada sur del túnel del canal

El canal en 1864, imagen tomada por Ildefonse Rousset (casa A. Giroux)

Partiendo de la margen derecha del Marne aguas abajo del puente de Maisons-Alfort, el curso del canal comienza en la esclusa de Saint-Maur al norte de la isla des Saints Pères.
La dársena situada aguas arriba de la esclusa es un remanente del antiguo canal de Saint-Maurice. El canal se dirige al noreste entre la avenida Pierre-Mendès-France en Joinville-le-Pont, anteriormente quai des Usines, y el quai Bir-Hakeim en Saint-Maurice. La parte subterránea cubierta por la avenida del Presidente-John-Fitzgerald-Kennedy, antiguamente allée de la Voûte, comienza bajo la calle del Mariscal Leclerc y termina en el otro extremo del bucle del Marne, en el encuentro del Quai Pierre-Brossolette y el Quai du Dam en Joinville-le-Pont.